# هریزبرگ (ایلینوی)
هریزبرگ، ایلینوی (به انگلیسی: Harrisburg, Illinois) یک شهر در ایالات متحده آمریکا با جمعیت ۹٬۰۱۷ نفر است که در ایلی‌نوی واقع شده‌است.